# Il furioso all’isola di San Domingo
Il furioso all’isola di San Domingo (dt.: Der Wahnsinnige auf der Insel Santo Domingo) ist eine Opera semiseria in zwei Akten von Gaetano Donizetti. Das Libretto verfasste Jacopo Ferretti. Es war die erste Oper Donizettis, in der ein Bariton die Hauptrolle sang.

## Geschichte
Nach der Beendigung von L’elisir d’amore reiste Donizetti mit seiner Frau Virginia nach Rom, wo er am 14. Juni 1832 den Vertrag für Il furioso unterschrieb, dann reiste das Paar weiter nach Neapel, wo im November die Premiere von Sancia di Castiglia stattfinden sollte. Das Libretto für Il furioso hatte Donizetti bereits im August erhalten, die Oper entstand also mit Unterbrechungen etwa gleichzeitig und nur kurz nach Sancia, denn als das Ehepaar Donizetti am 12. November 1832 wieder in Rom ankam, waren bereits der erste Akt und Teile des zweiten Aktes fertig.
Die darstellerisch anspruchsvolle Titelrolle des wahnsinnigen Cardenio komponierte Donizetti für den damals 22-jährigen Giorgio Ronconi. Die erfolgreiche Uraufführung fand am 2. Januar 1833 im Teatro Valle in Rom statt. Neben Ronconi sangen Elisa Orlandi (Eleonora), Filippo Valentini (Bartolomeo), Marianna Franceschini (Marcella), Lorenzo Salvi (Fernando) und Ferdinando Lauretti (Kaidamà).
Die Oper wurde zu einem großen Erfolg, allein in den ersten sechs Jahren lief sie an über 70 Theatern und gehörte in den folgenden Jahrzehnten zu den meistgespielten Werken Donizettis.
Für eine Inszenierung an der Mailänder Scala im Herbst 1833 verstärkte Donizetti die Blechbläser (wegen des größeren Saales und Orchesters) und fügte drei „neue“ Stücke hinzu: eine nicht erhaltene oder identifizierte Ouverture und zwei Arien aus Il castello di Kenilworth und Il borgomastro di Saardam für Berardo Winter und Eugenia Tadolini; die dortige Premiere war am 1. Oktober, und die Oper erreichte bis Ende des Jahres 36 Aufführungen.
Nach einer Produktion 1889 in Triest wurde die Oper bis 1958 (Siena) nicht mehr aufgeführt. Von der Aufführung in Siena existiert eine Aufnahme unter Franco Capuana mit Gabriella Tucci und Ugo Savarese. Heute wird die Oper nur selten gespielt. Eine weitere Aufnahme entstand 1987 unter Carlo Rizzi mit Luciana Serra als Eleonora. 2006 wurde die Oper im Musiktheater im Revier in Gelsenkirchen gegeben.
Il furioso wurde auch 2013 beim Bergamo Musik Festival im Teatro Donizetti in Bergamo aufgeführt, mit Cinzia Forte als Eleonora, Simone Alberghini als Cardenio und Francesco Marsiglia als Fernando. Der dabei verwendete Notentext wurde nach dem Autograph von Maria Chiara Bertieri revidiert. Diese Produktion der Fondazione Donizetti wurde auch am Teatro dell’Opera Giocosa in Savona gezeigt, sowie an Theatern in Modena, Rovigo, Piacenza und Ravenna. Es existiert auch eine DVD (siehe unten).

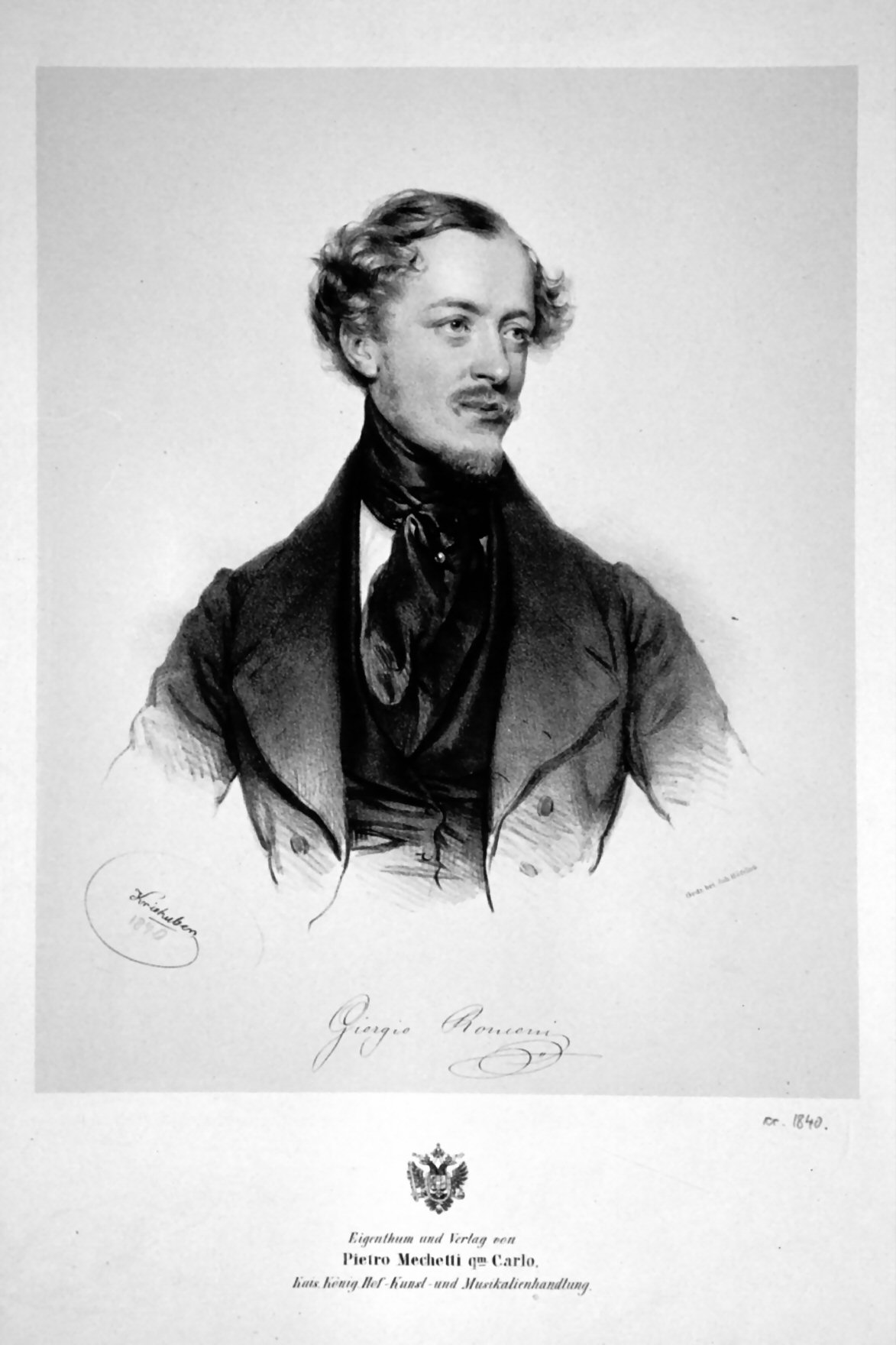
Giorgio Ronconi, der erste Cardenio
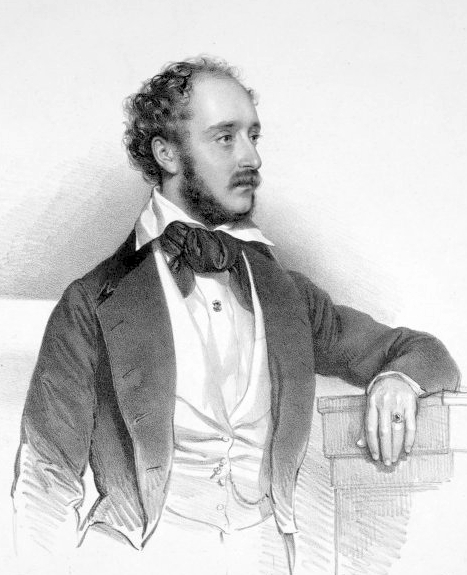
Lorenzo Salvi, der erste Fernando

## Handlung

### Erster Akt
Bartolomeo erwischt seine Tochter Marcella, die dem verrückten Cardenio aus Cartagena Verpflegung bringen will. Dieser war von seiner Verlobten Eleonora betrogen worden und hatte sich in den Wahnsinn auf die Insel Santo Domingo geflüchtet. Da geht vor der Küste ein Schiff unter. Unter den Überlebenden ist Eleonora, die, von Gewissensbissen geplagt, Cardenio um Vergebung bitten möchte. Bartolomeo und seine Tochter Marcella nehmen sich ihrer an, und Eleonora vertraut Marcella ihre Geheimnisse an.
Bartolomeos Diener Kaidamà kommt zu Cardenio, wird von diesem aber in seinem Wahn zuerst für seine ehemalige Geliebte gehalten und liebkost, dann wiederum für seinen Rivalen und verprügelt.
Ein zweites Schiff kommt an. Darin ist Cardenios Bruder Fernando, der von seiner Mutter geschickt wurde, weil sie vor ihrem Tod ihren Sohn Cardenio noch einmal sehen möchte.
Bartolomeo hat beschlossen, Cardenio selbst zu betreuen und dieser erzählt ihm seine Lebensgeschichte. Dabei hören ihm Elenora, Fernando, Kaidamà und Marcella zu. Cardenio freut sich, seinen Bruder wiederzusehen, allerdings muss man ihn daran hindern, mit einem Messer auf Eleonora loszugehen.

### Zweiter Akt
Eleonora wagt sich noch einmal an Cardenio heran, doch er erkennt sie nicht. Kurz danach wird er klarer und geht mit ihr spazieren und erklärt, er verzeihe ihr. Doch plötzlich zückt er wieder den Dolch, den ihm sein Bruder entwenden kann. Eleonora flieht. Cardenio stürzt sich ins Meer, Fernando setzt ihm nach und beide erreichen heil den Strand. Fernando hofft immer noch, eine Wende im Schicksal seines Bruders herbeiführen zu können.
Bartolomeo schickt Kaidamà zu einem Stammeshäuptling, zwei Pistolen zu holen. Er begegnet Cardenio, der ihn in einem klaren Moment um Verzeihung für seine Prügeleien bittet. Doch Kaidamà verzeiht ihm nicht. Cardenio luchst ihm die beiden Pistolen ab und geht damit zu Eleonora. Er weigert sich, mit ihr ein neues Leben zu beginnen und schlägt ihr stattdessen einen feierlichen Doppelselbstmord vor. Um ihre Schuld zu sühnen, willigt sie ein, aber Fernando interveniert gerade noch rechtzeitig.
Am Ende vergibt Cardenio Eleonora, wird wieder gesund und ist bereit mit ihr ein neues Leben zu beginnen. Alles wird gut.

## Orchester
Die Orchesterbesetzung der Oper enthält die folgenden Instrumente:
- Holzbläser: zwei Flöten (2. auch Piccolo), zwei Oboen, zwei Klarinetten, zwei Fagotte
- Blechbläser: vier Hörner, zwei Trompeten, drei Posaunen, Serpent
- Pauken, Glocke, Kanonenschuss
- Streicher

In einigen kurzen Secco-Rezitativen ist als Begleitung ein Continuo-Instrument (Cembalo oder Klavier) erforderlich.

## Einspielungen

### CD
- Gaetano Donizetti: Il furioso all’isola di San Domingo (Siena 1958). Mit Ugo Savarese, Gabriella Tucci, Nicola Filacuridi u. a., Dir.: Franco Capuana (2 CD; Opera d’Oro)
- Gaetano Donizetti: Il furioso all’isola di San Domingo. Mit Stefano Antonucci, Luciana Serra, Luca Canonici u. a., Orchestra Sinfonica di Piacenza, Coro Francesco Cilea, Dir.: Carlo Rizzi (2 CD; Bongiovanni)

### DVD
- Gaetano Donizetti: Il furioso all’isola di San Domingo (Aufführung in: Bergamo, Teatro Donizetti, Oktober 2013). Mit Simone Alberghini (Cardenio), Cinzia Forte (Eleonora), Francesco Marsiglia (Fernando), Leonardo Galeazzi (Bartolomeo), Marianna Vinci (Marcella), Filippo Morace (Kaidamà). Orchestra e coro del Bergamo musica festival, Dir.: Giovanni Di Stefano, Francesco Esposito (Regie). Bühnenbild: Michele Olcese nach Emanuele Luzzati, Kostüme: Santuzza Calì. (DVD; Bongiovanni: AB20033).[15]